# Requiem für Frau J.

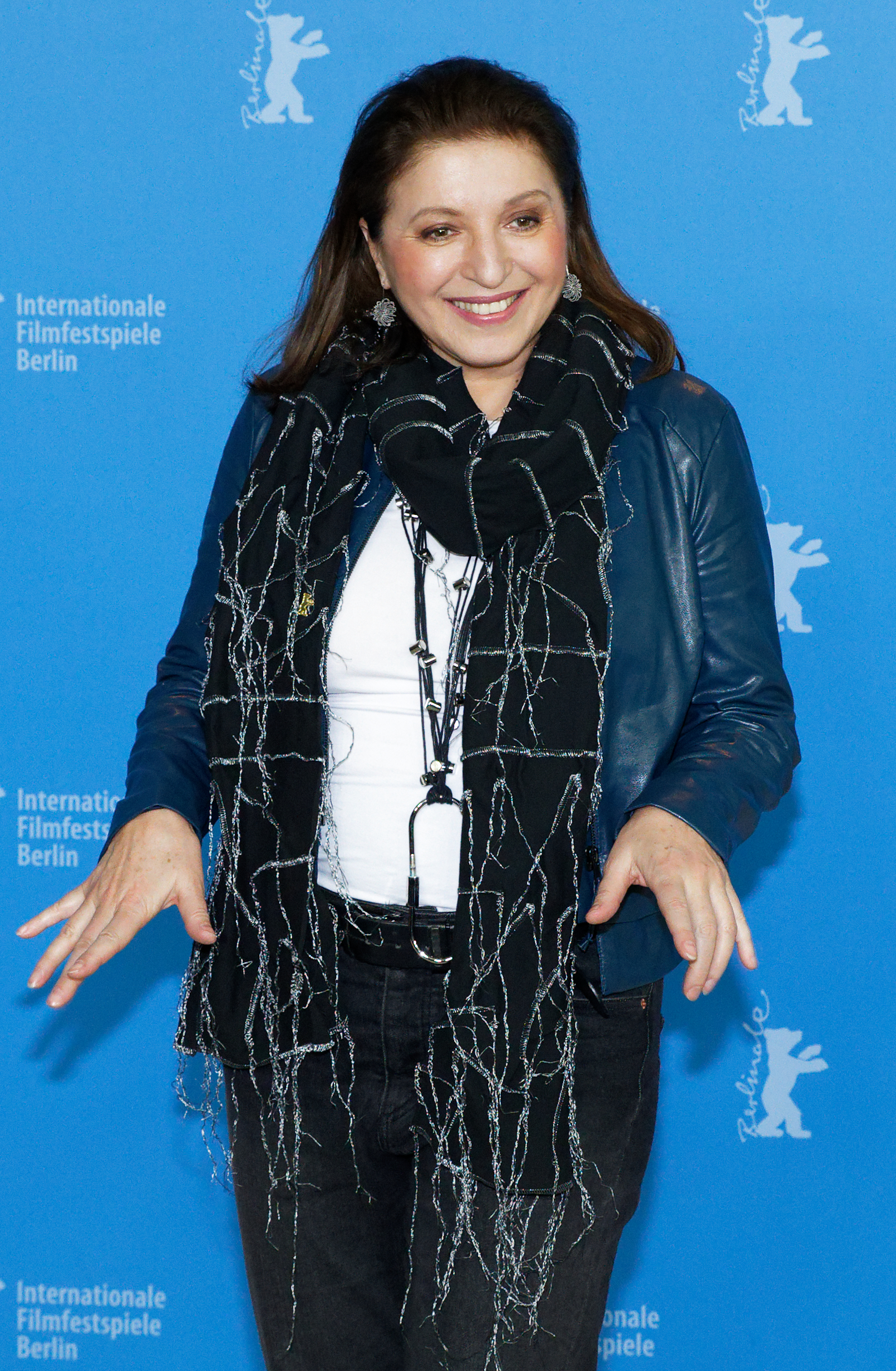
Mirjana Karanović beim Photo Call zu Requiem for Mrs. J. bei der Berlinale 2017

Requiem für Frau J. ist der vierte Film des serbischen Regisseurs Bojan Vuletić. Es wird die traumatische Entwurzelung der 52-jährigen Verwaltungsangestellten Jelena Stojković durch die Transformation der serbischen Wirtschaft und Gesellschaft in eine westlich-orientierte gezeigt. Der alte Wertekanon ist zerstört, Arbeitslosigkeit und wirtschaftliche Not sind dazugekommen, Korruption, Doppelmoral und Bürokratie geblieben.
Die Kapitelüberschriften der Wochentage vom Montag bis Samstag geben dem Film die Form eines Tagebuches und betonen so das Dokumentarische eines Tatsachenablaufes.

## Handlung
Frau J. (Jelena Stojković, 52 Jahre) trug ihren Mann Oblak, einen Militärmusiker, vor einem Jahr zu Grabe. Sie verlor vor einem Jahr auch noch ihre Arbeit als Angestellte in der Verwaltung eines Maschinenbaubetriebes. Der Betrieb überlebte die Transformation in die westliche Welt nicht, die versprochene Abfindung blieb aus. Eine neue Arbeit fand sie nicht. Sie lebt in einer Neubauwohnung in Belgrad zusammen mit ihrer Schwiegermutter Desanka, ihrer 19-jährigen Tochter Ana und ihrer 10-jährigen Tochter Koviljka. Ana hat einen festen Freund. Milance ist ab und zu in der Wohnung und übernimmt Reparatur- und Renovierungsaufgaben. Alle leben nebeneinander und reagieren aggressiv aufeinander, mit Ausnahme von Milance, der ja auch noch nicht zur Familie gehört. Frau J. hat sowohl den Verlust ihres Mannes, wie auch die drastischen Veränderungen der serbischen Gesellschaft durch den Transformationsprozess, der sie aus ihrer gesellschaftlichen Stellung als geachtete Verwaltungsangestellte, deren Singen unter den Kollegen berühmt war, hinauswarf, nicht verkraftet. Sie rutschte in eine Depression, die sie passiv und teilnahmslos herumsitzen lässt. Die Wohnung, das sind die ersten Bilder des Filmes, sieht so aus. Sachen wurden benutzt und liegen gelassen. Sogar das Haustier von Koviljka, ein Häschen, ist unter der Vernachlässigung gestorben. Die Familie hat akute Geldsorgen, beim Lebensmittelhändler muss angeschrieben werden. Diese Bedingungen, die Enge der Wohnung, das junge Paar ist nirgendwo ungestört, und die Überforderung ihrer ältesten Tochter Ana, die sowohl ihre Arbeit als Gabelstaplerfahrerin in einem Großmarkt als auch noch den Haushalt für alle stemmen soll, mag ein Grund für die aggressive Grundstimmung in der Familie sein.
Am kommenden Freitag jährt sich der Todestages ihres Mannes. Frau J. hat beschlossen, sich an diesem Tag umzubringen. Für die Vorbereitung entwickelt sie wieder Aktivität. Sie beauftragt den Steinmetz, ihr Bild und gar ihr Todesjahr zum Grabstein ihres Mannes hinzuzufügen. Sie hat noch einen Armeerevolver ihres Mannes, aber ohne Munition. Sie geht zu einem Bekannten ihres Mannes und bittet um eine Patrone. Dieser durchschaut ihr Vorhaben und rät ihr, von dem Selbstmord mit einer Pistole zu lassen. Zu schlimm sähe sie dann aus und die Wohnung, eine schreckliche Erinnerung für ihre Angehörigen. Er empfiehlt besser eine Kombination aus Amphetaminen und Barbituraten, die sie auf Rezept von ihrem Arzt erhalten könne. So geht sie zu ihrem Arzt. Die Empfangsschwester stellt fest, dass ihre Gesundheitskarte nicht mehr aktuell ist. Sie schickt sie, als Arbeitslose, zum Arbeitsamt. Vom Arbeitsamt muss sie zum Gesundheitsamt. Im Gesundheitsamt wird festgestellt, dass die letzten 10 Jahre Betriebsangehörigkeit von ihrem letzten Betrieb, der in den Konkurs ging, nicht gemeldet waren. So soll sie zu ihrem Betrieb. Sie läuft durch die verlassenen, dem Verfall überlassenen Produktionshallen, sie geht in die Verwaltung und findet tatsächlich noch zwei Kollegen, die dort arbeiten ohne Bezahlung. Sie waren doch ihr ganzes Leben hier. Was sollen sie denn machen? So besteht eine Hoffnung auf die Validierung ihrer Gesundheitskarte. Doch, nein! Ihr Name ist in den Akten falsch geschrieben. Da lässt sich nichts machen. Nach dem Weg durch die vielen Büros mit schäbigen oder kalten Wartesälen kein Erfolg! So bleibt nun doch nur die Pistole. Immerhin hat sie bei dieser Gelegenheit von ihrer kleinen Tochter, die sie begleitete, erfahren, dass Ana ein Kind erwartet. Milance bestätigt das unter vorgehaltener Hand. Sie möcht für ihn als späteren Mann im Haus sorgen. Sie gibt ihm Schuhe ihres Mannes und macht ihn mit ihrer Lebensversicherung bekannt.
Am Freitag ihres beabsichtigten Todes räumt sie die Wohnung auf, macht gründlich sauber. Sie zieht ihre schönsten Kleider an, raucht noch eine Zigarette, trinkt ein Bier, beides vorsorglich lange bereitgelegt. Dann geht sie zu dem kleinen Auto vor der Wohnung, das Zeichen ihres ehemaligen kleinen Wohlstandes. Es war lange verwahrlost, vergessen. Jetzt ist es geputzt. Sie will sich im Auto erschießen. Sie versucht verschiedene Schusspositionen. Dann hat sie eine Vision. Sie sieht das Meer, dort wollte sie immer hin. Sie sieht ihren Mann, sie sieht Koviljkas verstorbenes Häschen und den Gemüsehändler, der auf dem Markt immer wieder versucht hatte, Kontakt zu ihr zu bekommen und plötzlich verstorben war. Alle sind lebendig, aber alles ist trist und öde. Sogar der durch sein Glucksen nervenden Wasserspender eines Warteraumes steht da. Plötzlich sieht sie, wie Ana mit dem Gabelstapler am Strand vorüberfährt. Da verschießt sie die Patrone und geht in die Wohnung. Dort erfährt sie von Milance, dass Ana das Kind verloren hat. Sie geht auf den Friedhof zum Totengedenken an ihren Mann. Dort sind Verwandte versammelt, die sich wundern, dass auch ihr Name, Bild und gar ihr Todesjahr auf dem Grabstein stehen. Sie redet sich mit Trunkenheit des Steinmetzen heraus. Wieder zu Hause findet sie Ana noch schwach im Bett. Sie bringt ihr Essen, bereitet einen Tisch zum gemeinsamen Mahl mit den Verwandten. Da spielt Koviljka auf dem Akkordeon eine serbische Volksweise. Sie ist froh, die sonst so mürrische Desanka hat ihr ein neues Haustier gekauft, einen Wellensittich. Und ihre Mutter, Frau Jelena, singt wieder, nach über einem Jahr. Da kommt gar die noch geschwächte Ana neugierig aus dem Bett und hört zu.

## Produktion
Der Film wurde produziert von den Filmgesellschaften SEE Film Pro (Serbien), Geopoly Film (Bulgarien) und Skopje Film Studio (Nordmazedonien) sowie in Co-Produktion von Surprise Alley (Frankreich) mit dem Executive Producer Miroslav Mogorović. Die Weltpremiere war 2017 auf dem 67. Berlin International Film Festival in der Rubrik Panorama Spezial. Die deutscher Erstausstrahlung war am 3. Mai 2018 in 3sat.

## Kritik
"Der als internationale Koproduktion entstandene serbische Spielfilm erzählt von Menschen, die heute - viele Jahre nach dem Zusammenbruch des Sozialismus - nur noch Randfiguren der Gesellschaft sind. Sie leben zwischen tristen Behördengebäuden aus alten Zeiten, menschenleeren, zugigen Fabrikhallen und den immer gleichen Bau- und Supermarkt-Monstren. Das "J." im Filmtitel könnte auch für Jugoslawien stehen."
"Die Hölle ist ein Behördenvorzimmer. Von eierschalenfarbenen Tapeten umgeben sitzen arme Teufel an Schreibtischen, auf denen Aktenberge und Computer von 1990 einstauben. Mit stillem Humor führt Vuletics bittere Satire die bürokratischen Absurditäten einer in Stillstand und Agonie gefangenen Nation vor."

## Auszeichnungen
Auf dem 45. FEST Belgrade International Film Festival in der Sektion serbischer Film erhielt der Film 2017 die Preise für besten Film, beste Regie, bestes Drehbuch und die Schauspielerin Mirjana Karanović den Preis für die beste Schauspielleistung. Auf dem Sofia International Film Festival wurde der Film im Wettbewerb mit dem FIPRESCI Award ausgezeichnet. Ebenfalls 2017 erhielt der Film auf dem 17. GoEast – Festival des mittel- und osteuropäischen Films in Wiesbaden im Wettbewerb die Goldene Lilie für den besten Film.